# Pandemia di COVID-19 in Botswana
Il primo caso della pandemia di COVID-19 in Botswana è stato confermato il 12 gennaio 2020.

## Antefatti
Il 12 gennaio 2020, l'Organizzazione mondiale della sanità (OMS) ha confermato che un nuovo coronavirus era la causa di una nuova infezione polmonare che aveva colpito diversi abitanti della città di Wuhan, nella provincia cinese dell'Hubei, il cui caso era stato portato all'attenzione dell'OMS il 31 dicembre 2019.
Sebbene nel tempo il tasso di mortalità della COVID-19 si sia rivelato decisamente più basso di quello dell'epidemia di SARS che aveva imperversato nel 2003, la trasmissione del virus SARS-CoV-2, alla base della COVID-19, è risultata essere molto più ampia di quella del precedente virus del 2003, e ha portato a un numero totale di morti molto più elevato.
Il 5 maggio 2023, l'Organizzazione mondiale della sanità dichiara ufficialmente la fine della pandemia.

## Cronologia

### Marzo
Il 30 marzo sono stati confermati i primi tre casi nel paese. Il 25 marzo una donna di 78 anni sospettata di avere la COVID-19 è morta a Ramotswa. Pochi giorni dopo la sua morte, i risultati confermarono la positività rendendolo il quarto caso di COVID-19 in Botswana. In una trasmissione in diretta su BTV, il vice presidente Tsogwane ha detto che i team traccianti hanno raccolto altre 14 persone che erano state in contatto con il defunto e che erano stati condotti dei test su di loro. I risultati di coloro che erano in contatto con il defunto sono stati resi noti dal Ministro della Salute e del Benessere Dr. Lemogang Kwape che ha anche annunciato i primi tre casi, Kwape ha annunciato che 7 dei 14 sono stati trovati positivi portando il numero totale di casi a 13.

### Aprile
Due nuovi test COVID-19 sono stati effettuati una settimana dopo e il 19 aprile 2020 il Ministro della Sanità Dr. Kwape ha annunciato che c'erano cinque nuovi casi COVID-19, due dei quali provenivano dal Regno Unito e tre dei quali di trasmissione locale.
Il 22 aprile, altri due casi sono stati confermati nella regione di Metsimotlhabe-Molepolole, portando il numero totale di casi a 22. È stato riferito che in entrambi i nuovi casi si trattava di trasmissione locale, portando a 8 il numero totale di casi trasmessi localmente in quel momento.
Secondo il ministero della Sanità, sono iniziati i contatti a Molepolole, Metsimotlhabe, Mahalapye, Bobonong e Siviya, tutti con casi di coronavirus. Al 1º maggio 2020 sono stati effettuati 7675 test, i membri dell'Assemblea nazionale, il presidente e il vicepresidente sono stati giudicati negativi.
In un discorso televisivo, Masisi ha comunicato la proroga del blocco nazionale di una settimana e altre due settimane durante le quali il blocco sarebbe stato sequenzialmente ridotto. Secondo il presidente tutti i 21 pazienti COVID-19 erano asintomatici e in procinto di riprendersi completamente.

### Maggio
L'8 maggio, il periodo di blocco di 35 giorni del Botswana si è concluso, la fine di questo periodo segna l'inizio della caduta delle restrizioni COVID-19 messe in atto dal governo per altre tre settimane, con il ritorno alle fasi lavorative che iniziano l'8 maggio 2020 e terminano il 14 maggio.
L'11 maggio 2020, il Botswana ha registrato un altro caso.
Il 21 maggio, sono stati annunciati altri quattro test positivi.

## Misure preventive
Come misura precauzionale, il governo ha vietato: le riunioni con oltre 50 persone e l'ingresso delle persone provenienti da paesi considerati ad alto rischio. Il 24 marzo, il governo ha annunciato che i confini sarebbero stati chiusi. I cittadini del Botswana potevano tornare nel paese, ma dovevano passare una quarantena di 14 giorni. Esiste tuttavia la preoccupazione che le persone possano ancora entrare illegalmente in Botswana dallo Zimbabwe evitando i valichi di frontiera ufficiali.
Le restrizioni alla pandemia e ai viaggi hanno sconvolto quella che sarebbe stata la prima stagione di caccia agli elefanti del Botswana dal 2014 e ha colpito l'industria dei diamanti.
Il 31 marzo il presidente del Botswana, Mokgweetsi Masisi, ha tenuto un discorso e ha dichiarato lo stato di emergenza pubblica allo scopo di adottare misure appropriate e rigorose per affrontare i rischi posti dalla pandemia di COVID-19. Il presidente ha dichiarato che lo stato di emergenza durerà 21 giorni. Lo stato di emergenza pubblica sarebbe entrato in vigore da giovedì 2 aprile 2020 fino a giovedì 30 aprile 2020. Giorni dopo il presidente ha convocato l'Assemblea nazionale per consentire ai parlamentari di votare la proroga di sei mesi fino al 2 ottobre 2020. Giovedì 9 aprile 2020 l'assemblea nazionale ha votato a favore della proroga per sei mesi.
Dal 1º maggio 2020, è obbligatorio indossare una mascherin quando si esce di casa.
Il 20 maggio si è concluso il distanziamento sociale introdotto il 2 aprile. Questa misura è stata sostituita da una strategia di suddivisione in zone.